# Patrycja Molik
Patrycja Molik, po mężu Wszołek (ur. 16 maja 1980) – polska tenisistka stołowa, mistrzyni Polski.
Była zawodniczką Górnika Mysłowice, Iskry Konin, AZS WSP Częstochowa i ponownie Górnika Mysłowice.
W 1995 została wicemistrzynią Polski juniorek w grze pojedynczej, w 1998, 1999 i 2000 młodzieżową mistrzynią Polski w grze pojedynczej.
Na indywidualnych mistrzostwach Polski seniorek wywalczyła 6 medali:
- gra pojedyncza: złoty (2003), brązowy (1995)
- gra podwójna: srebrny (2000), brązowy (2004, 2008)
- gra mieszana: srebrny (1999)

Tenisistką stołową była też jej siostra Beata Molik, po mężu Nowak.